# Iranobrium brancuccii
Iranobrium brancuccii är en skalbaggsart som beskrevs av Holzschuh 1993. Iranobrium brancuccii ingår i släktet Iranobrium och familjen långhorningar. Inga underarter finns listade i Catalogue of Life.